# Simon Climie
Simon Climie (Londra, 7 aprile 1957) è un musicista e produttore discografico britannico.
Negli anni '80 è stato il cantante del duo Climie Fisher. Attualmente è più conosciuto per la sua attività come autore e produttore, in particolare per la sua collaborazione con Eric Clapton, iniziata alla fine degli anni '90.
Ha composto brani per George Michael, Pat Benatar, Smokey Robinson, Aretha Frankiln e molti altri.

## Discografia

### Album in studio
- 1992 - Soul Inspiration

### Singoli
- 1992 - Soul Inspiration
- 1992 - Does Your Heart Still Break
- 1992 - Oh How The Years Go By
- 1993 - Shine A Light (Soul Inspiration)